# فردریک هولمس
فردریک هولمس (انگلیسی: Frederick Holmes; ۹ اوت ۱۸۸۶ – ۹ نوامبر ۱۹۴۴) ورزشکار طناب‌کشی اهل بریتانیا بود.